# Can Pagès (Olot)
Can Pagès és una casa noucentista d'Olot (Garrotxa) inclosa a l'Inventari del Patrimoni Arquitectònic de Catalunya.

## Descripció
És una casa de planta rectangular i teulat a quatre aigües. Disposa d'una torre de planta quadrada que conforma un cos avançat a la façana nord que té una fornícula, formada per una gran curculla, per albergar-hi la imatge de sant Sebastià. Té una planta baixa i dos pisos superiors. Està arrebossada i pintada de color ocre, amb les finestres emmarcades de color gris fosc. Són remarcables els esgrafiats de la façana nord, de color gris i blanc

## Història
L'any 1916, Manuel Malagrida, un olotí que havia fet fortuna a Amèrica, va encarregar a l'arquitecte Joan Roca i Pinet el projecte de l'eixample d'Olot que havia d'estendre's entre el passeig de Barcelona, el riu Fluvià i la Torre Castanys. Seguint les indicacions de Malagrida, Roca va plantejar un model de ciutat-jardí per a l'eixample amb zones verdes i cases aïllades i dibuixà una disposició radio-cèntrica de carrers amb dos focus: la plaça d'Espanya i la plaça d'Amèrica, units pel Pont de Colom. Malagrida va encarregar l'arquitecte Bonaventura Bassegoda i Amigó la seva casa, que hauria estat bastida entre 1920 i 1922. Les cases es van bastir a poc a poc, però cal destacar la gran empenta constructiva que va haver-hi en aquesta zona després de la guerra civil.